# The Maiden Heist
The Maiden Heist (llamada en España El atraco, y en México Un crimen nada perfecto) es una película cómica dirigida por Peter Hewitt y protagonizada por Morgan Freeman, Christopher Walken, William H. Macy y Marcia Gay Harden.

## Argumento
La historia se centra en tres guardias de seguridad de un museo (Morgan Freeman, Christopher Walken y William H. Macy) que desarrollan un plan para robar piezas de arte por las cuales se han interesado después de que el nuevo encargado del museo planee transferir el material a otro museo en Dinamarca. Uno de los guardias (Walken) tiene una esposa (Marcia Gay Harden) que está ahorrando dinero para un viaje a Florida el mismo día que será realizado el atraco. Los tres guardias trabajan para solucionar los problemas antes del golpe al museo.